# Félix Lajard
Jean-Baptiste Félix Lajard né le 30 mars 1783 à Lyon et mort le 19 septembre 1858 à Tours, est un diplomate et un archéologue français.

## Biographie
D’une famille protestante originaire de Montpellier, il est le fils de Jean-Baptiste Lajard, dit Lajard de l'Hérault, député au Corps législatif sous l'Empire. Son oncle, Pierre Auguste Lajard, a été ministre de la guerre pendant la Révolution française du 16 juin au 6 août 1792. Nommé élève diplomatique, Félix entre de bonne heure dans la diplomatie, tout d'abord comme attaché à la division politique du ministère des Affaires étrangères.
De 1803 à 1806, il remplit les fonctions de second secrétaire de légation à Berlin, puis il accompagne Talleyrand pendant les campagnes de Prusse et de Pologne. Grâce à la protection de son oncle, Jean-Antoine Chaptal, il est attaché, en 1807, comme secrétaire à l'ambassade du général Gardanne, nommé ministre plénipotentiaire auprès du Shah de Perse, Fath Ali Shah Qajar. La mission est de convaincre ce dernier de s'unir à la France contre la Russie. Napoléon ayant signé en 1807 un accord de paix avec les Russes, le traité de Tilsit, il s'avère bientôt que Paris ne donne plus suite à ce projet. La mission Gardanne est alors abandonnée en butte à toutes les difficultés.
Malgré l’abandon de la mission, ce séjour en Perse va décider de la vocation scientifique du jeune Lajard, qui s’est surtout adonné, pendant les trois ans qu'il a passés dans ce pays, à des recherches sur les antiquités et sur les anciennes doctrines religieuses du Moyen-Orient. Il a ainsi formé une riche collection de sceau-cylindres babyloniens, qui ira enrichirla collection de la Bibliothèque nationale. Parmi les premiers à être frappés par certaines similitudes entre les cultes grecs et moyen-orientaux, il défend l'idée qu'il faut rechercher en Orient les clefs des religions helléniques.
Après avoir rempli plusieurs missions diplomatiques sous l'Empire en tant que secrétaire de légation à Dresde, où, après la mort du baron de Bourgoing, il gère seul les affaires pendant cinq mois, puis premier secrétaire de l'ambassade extraordinaire à Varsovie, il est nommé chargé d'affaires au congrès de Prague. Considérant que les services qu'il a rendus n'ont pas été reconnus, il quitte la carrière diplomatique, et il n'occupe plus aucune fonction pendant deux ans.
La Restauration ramenant en France le gouvernement auquel la famille Lajard est attachée par tradition, il devient en 1818 receveur des finances à Marseille, puis à Saint-Denis, où il se marie (1823) et à Paris (1829). Il reprend ses travaux favoris, guidé par les conseils d'Abel Rémusat et de Saint-Martin, avec lequel il se lie d'amitié. En 1825, il remporte le prix proposé par l'Académie des inscriptions et belles-lettres sur la question des origines du culte de Mithra, et devient en 1830 membre de cette société, succédant à Dom Brial. À partir de ce moment, il se consacre entièrement aux travaux scientifiques, se spécialisant dans les monuments mithriaques et dans le culte de la Vénus orientale. Son opinion hardie sur l'existence de rapports antiques entre la Grèce et l'Orient se trouvera vérifiée, mais ignorant les langues orientales, il ne peut éviter des vues fantaisistes, ni étayer ses intuitions par des arguments scientifiques solides.
Le 16 septembre 1836, il est élu le quatrième membre titulaire de la commission chargée de la continuation de l'Histoire littéraire de la France, aux travaux de laquelle il contribue activement. Il rédige en particulier les notices de Henri de Gand, du jurisconsulte Philippe de Beaumanoir, de Pierre d'Auvergne, de saint Yves de Tréguier et de Gilles de Rome. En 1840, il est nommé secrétaire de l'Académie des inscriptions et belles-lettres, et en 1842, il en devient le président. En 1846, il est nommé correspondant de l'Académie de Berlin, partageant avec Georg Friedrich Creuzer l'idée des origines orientales de la mythologie grecque. Pour sa retraite, il se retire à Tours, où il meurt en 1858.
Après sa mort, Ernest Renan lui consacre une notice élogieuse dans l'Histoire littéraire de la France, tome 24, p. XIII à XVII.

## Publications
- Nouvelles observations sur le grand bas-relief mithriaque de la collection Borghèse, actuellement au musée royal de Paris (1828)
- Mémoires sur les deux bas-reliefs mithriaques qui ont été découverts en Transylvanie (1839)
- Recherches sur le culte, les symboles, les attributs et les monuments figurés de Vénus en Orient et en Occident (1837)
- Introduction à l'étude du culte public et du mystère de Mithra en Orient et en Occident (1847-1848)
- Recherche sur le culte du cyprès pyramidal chez les peuples civilisés de l'antiquité

Il a, en outre, fourni une foule de mémoires à divers recueils, tels que :
- Nouvelles annales de l'Institut archéologique
- Mémoires de l'Académie des inscriptions et belles-lettres
- Journal de la société asiatique

Enfin il a édité les Mélanges posthumes d'histoire et de littérature orientale d'Abel Rémusat et Histoire d'Arménie, par le patriarche Jean VI, dit Jean Catholicos (1841) et Fragments d'une histoire des Arsacides (1850) de l'orientaliste Antoine-Jean Saint-Martin.

## Source
- Pierre Larousse, « Lajard (Jean-Baptiste-Félix) : français, historique, géographique, biographique, mythologique, bibliographique, littéraire, artistique, scientifique, etc. », dans Grand dictionnaire universel du XIXe siècle, t. 10, Paris, Administration du Grand Dictionnaire Universel, 1873, 1495 p., 17 vol. ; in-fº (OCLC 123191659, lire en ligne sur Gallica), p. 91.